# メアリー・ハウ
メアリー・ハウ（Mary Howe , 1882年4月4日 - 1964年9月14日）は、アメリカ合衆国の作曲家。結婚前の姓はカーライル。

## 略歴
バージニア州リッチモンドの母方の祖父母の家で生まれるが、生涯の大部分をワシントンD.C.で過ごした。父親が弁護士の裕福な家庭で、幼いころからピアノのレッスンを受けていた。18歳で演奏会を開き、さらにボルチモアのピーボディ音楽院への入学が許可され、ピアノを学んだ。また作曲も学び、1933年にはパリに行ってナディア・ブーランジェに学んだ。
友人のアン・ハルとともにピアニストとして活動を開始したが、やがて作曲に重点を移すようになった。作品は新ロマン主義音楽を取り入れたものであったが、モダニズムにも寛容でこちらも積極的に取り入れた。初期の作品はおもにピアノ曲であったが、中期には『砂』『星』『岩』『エミリー・ディキンソンによる3つの小品』など自然やアメリカをテーマにした管弦楽曲を作曲した。彼女の作品はワシントンD.C.周辺で高い評価を得、『砂』や『星』はレオポルド・ストコフスキーの指揮によって演奏された。後期の作品は合唱曲や歌曲が中心であった。